# タトラ電鉄線
タトラ電鉄線（タトラでんてつせん、スロバキア語: Tatranské elektrické železnice）は、スロバキア国鉄の鉄道線の名称である。路線番号は、ポプラド～シトルブスケー・プレソ間の本線が183、スタリー・スモコヴェツ～タトランスカー・ロムニツァ間の支線が184。
最初に開業したのはポプラド・タトリ～スタリー・スモコヴェツ間で、1908年に開業した。その後1911年にスタリー・スモコヴェツ～タトランスカー・ロムニツァ間が、1912年にスタリー・スモコヴェツ～シトルブスケー・プレソ間が開業して全線開通した。

## 運行形態

### 本線(183号線)
- ポプラド - プレソ　　※スロバキア鉄道による運行
全て各駅停車のみの運行。1時間間隔の運行だが、夏季はやや増発され、30分～1時間間隔で運行される。
2020年以前は、2時間間隔の空く時間帯もあった。

- ポプラド - スタリー・スモコヴェツ ( - プレソ)　　【夏季の土曜運行】　※スロバキア共和国鉄道博物館による運行
土曜日のみ一日2往復の運行。スモコヴェツ以北は、土曜日の1往復のみ。ノヴァー・レスナーとポド・レソムは、南行に限り停車する。
2021年に運行を開始した。2021年は、土曜日3往復の運行であった。

### 支線(184号線)
- スタリー・スモコヴェツ - ロムニツァ　　※スロバキア鉄道による運行
全て各駅停車のみの運行。1時間間隔の運行。大部分は、スタリー・スモコヴェツで本線のポプラド・タトリ方面と接続する。
2020年以前は、夏季を除き、2時間間隔の空く時間帯もあった。

- (ポプラド - ) スタリー・スモコヴェツ - ロムニツァ　【夏季の日曜運行】　※スロバキア共和国鉄道博物館による運行
夏季の日曜に限り、一日3往復の運行。うち1往復のみポプラドまで運行される。

## 駅一覧
以下では、スロバキア国鉄183,184号線の駅と営業キロ、停車列車、接続路線などを一覧表で示す。なお、全て各駅停車である。

### ポプラド～プレソ間
| 路線名 | 駅名                         | 駅間営業キロ | 累計営業キロ | 接続路線         | 所在地       | 所在地     |
| ------ | ---------------------------- | ------------ | ------------ | ---------------- | ------------ | ---------- |
| 183    | ポプラド・タトリ駅           | -            | 0.0          | 180号線、185号線 | プレショフ県 | ポプラド郡 |
| 183    | ヴェリキー・スラヴコフ駅     | 5.1          | 5.1          |                  | プレショフ県 | ポプラド郡 |
| 183    | ノヴァー・レスナー駅         | 3.2          | 8.3          |                  | プレショフ県 | ポプラド郡 |
| 183    | ポド・レソム駅               | 1.7          | 10.0         |                  | プレショフ県 | ポプラド郡 |
| 183    | ドルニー・スモコヴェツ駅     | 0.9          | 10.9         |                  | プレショフ県 | ポプラド郡 |
| 183    | スタリー・スモコヴェツ駅     | 1.6          | 12.5         | ロムニツァ方面   | プレショフ県 | ポプラド郡 |
| 183    | ノヴィー・スモコヴェツ駅     | 1.2          | 13.7         |                  | プレショフ県 | ポプラド郡 |
| 183    | シビール駅                   | 0.4          | 14.1         |                  | プレショフ県 | ポプラド郡 |
| 183    | タトランスケー・ズルビ駅     | 1.1          | 15.2         |                  | プレショフ県 | ポプラド郡 |
| 183    | タトランスカー・ポリャンカ駅 | 1.6          | 16.8         |                  | プレショフ県 | ポプラド郡 |
| 183    | ダニェロフ・ドム駅           | 1.6          | 18.4         |                  | プレショフ県 | ポプラド郡 |
| 183    | ノヴァー・ポリャンカ駅       | 1.4          | 19.8         |                  | プレショフ県 | ポプラド郡 |
| 183    | ヴィシネー・ハーギ駅         | 2.5          | 22.3         |                  | プレショフ県 | ポプラド郡 |
| 183    | ポプラドスケー・プレソ駅     | 5.1          | 27.4         |                  | プレショフ県 | ポプラド郡 |
| 183    | シトルブスケー・プレソ駅     | 1.7          | 29.1         | 182号線          | プレショフ県 | ポプラド郡 |

### スモコヴェツ～ロムニツァ間
| 路線名 | 駅名                         | 駅間営業キロ | 累計営業キロ | 接続路線                 | 所在地       | 所在地     |
| ------ | ---------------------------- | ------------ | ------------ | ------------------------ | ------------ | ---------- |
| 184    | スタリー・スモコヴェツ駅     | -            | 0.0          | ポプラド方面、プレソ方面 | プレショフ県 | ポプラド郡 |
| 184    | ペクナー・ヴィフリャドカ駅   | 1.0          | 1.0          |                          | プレショフ県 | ポプラド郡 |
| 184    | ホルニー・スモコヴェツ駅     | 0.6          | 1.6          |                          | プレショフ県 | ポプラド郡 |
| 184    | タトランスカー・レスナー駅   | 1.7          | 3.3          |                          | プレショフ県 | ポプラド郡 |
| 184    | スタラー・レスナー駅         | 1.2          | 4.5          |                          | プレショフ県 | ポプラド郡 |
| 184    | タトランスカー・ロムニツァ駅 | 1.4          | 5.9          | 185号線                  | プレショフ県 | ポプラド郡 |